# O'Day (cràter)
O'Day és un prominent cràter d'impacte pertanyent a la cara oculta de la Lluna. La vora de nord-oest ha patit la intrusió de la Mare Ingenii, de manera que la vora és més baixa en aquest costat. Al nord-oest es troba el parell de cràters format per Holetschek i Sierpinski. A sud-oest d'O'Day es troba el cràter Seidel.
El cràter es va nomenar en honor del físic estatunidenc Marcus O'Day.

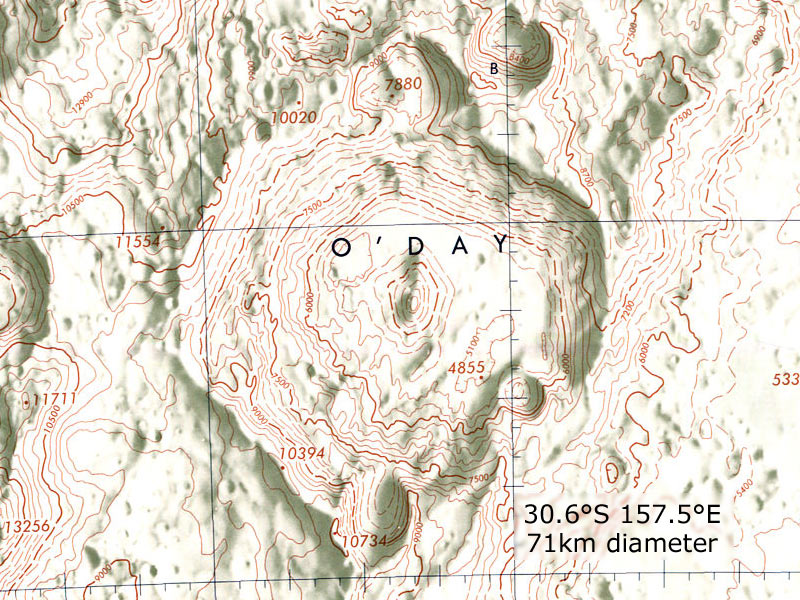
Plànol topogràfic d'O'Day
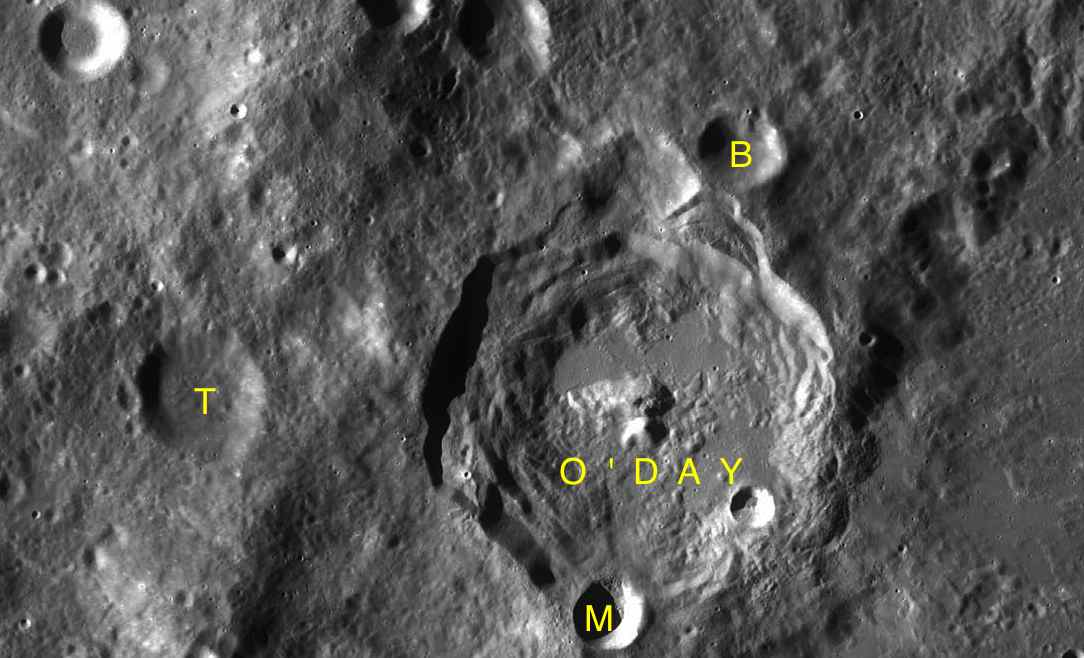
Cràters satèl·lit

La vora del cràter segueix sent esmolat, amb una paret interna aterrassada, especialment a la meitat nord-oest de la mar lunar. Un petit cràter travessa la vora sud, amb un altre impacte de mida reduïda sota la vora, entre el cràter i la mar lunar. El sòl és aspre i irregular, amb un doble pic en el punt mig.
A causa dels seus prominents raigs, O'Day s'assigna com a part del Període Copernicà.

## Cràters satèl·lit
Per convenció aquests elements són identificats en els mapes lunars posant la lletra en el costat del punt central del cràter que està més proper a O'Day .
| O'Day | Coordenades                            | Diàmetre |
| ----- | -------------------------------------- | -------- |
| B     | 29° 06′ S, 158° 00′ E / 29.1°S,158.0°E | 16 km    |
| M     | 31° 42′ S, 157° 06′ E / 31.7°S,157.1°E | 16 km    |
| T     | 30° 24′ S, 154° 24′ E / 30.4°S,154.4°E | 24 km    |